# Wischnjaki (Kaliningrad, Bagrationowsk)
Wischnjaki (Вишняки, deutsch Galben) war ein Ort in der russischen Oblast Kaliningrad (Gebiet Königsberg (Preußen)) im Bereich des heutigen Rajon Bagrationowsk (Stadtkreis Preußisch Eylau).

## Geographische Lage
Die Ortsstelle von Wischnjaki resp. Galben liegt im südlichen Westen der Oblast Kaliningrad, 17 Kilometer westlich der einstigen Kreisstadt Friedland (russisch Prawdinsk), 22 Kilometer nördlich der zwischenzeitlichen Kreismetropole Bartenstein (heute polnisch Bartoszyce) bzw. zehn Kilometer nordöstlich der heutigen Rajonshauptstadt Bagrationowsk (deutsch Preußisch Eylau).

## Geschichte
Der Gutsort Galben wurde vor 1469 gegründet. Gutsbesitzer waren 1785 von Witten, 1820 bis 1851 von Holzendorf, dann Graf von Platen zu Hallermund.
Im Jahre 1874 wurde Galben Amtsdorf und damit namensgebend für einen Amtsbezirk im ostpreußischen Kreis Friedland zu dem die drei Orte Galben, Gallitten (russisch Pessotschnoje) und Genditten (russisch Berjosowka) gehörten.
Im Jahre 1909 wurde Carl Walzer Eigentümer des Guts Galben und blieb es bis 1945. 1910 zählte Galben 374 Einwohner.
Am 1. April 1915 wurde das Rentengut Ranglack (russisch Ostrowskoje) aus dem Gutsbezirk Galben in die Landgemeinde Mostitten (russisch ebenfalls Ostrowskoje) im Amtsbezirk Abschwangen (russisch Tischino) umgegliedert, und am 30. September 1928 verlor der Gutsbezirk Galben seine Eigenständigkeit und wurde der Landgemeinde Genditten (russisch Berjosowka) zugeordnet. Letzteres hatte zur Folge, dass der Amtsbezirk Galben 1930 in „Amtsbezirk Gallitten“ (russisch Pessotschnoje) umbenannt wurde.
1945 umfasste das Gut Galben eine Größe von 275 Hektar. Im gleichen Jahr fiel das gesamte nördliche Ostpreußen in Kriegsfolge an die Sowjetunion. 1947   erhielt Galben die russische Namensform „Wischnjaki“ und wurde in den Tischinski selski Sowet (Dorfsowjet Tischino (Abschwangen))  eingegliedert, kurze Zeit später aber in den Nadeschdinski selki Sowet (Dorfsowjet Nadeschdino (Lampasch)) umgegliedert. Bereits lange vor 1975 wurde Wischnjaki an die Siedlung Pessotschnoje (Gallitten) angeschlossen und damit seiner Selbständigkeit beraubt. Wischnjaki gilt heute als untergegangener Ort im Munizipalkreis Rajon Bagrationowsk (Stadtkreis Preußisch Eylau) in der russischen Oblast Kaliningrad.

## Religion
Bis 1945 war Galben in das Kirchspiel der evangelischen Kirche Domnau (russisch Domnowo) in der Kirchenprovinz Ostpreußen der Kirche der Altpreußischen Union eingepfarrt.

## Verkehr
Die Ortsstelle von Wischnjaki resp. Galben ist von der Straße 27K-198 bei  Pessotschnoje (Gallitten) aus über die ebenfalls untergegangene Ortsstelle von Guwöhnen (russisch Rajasanskoje) zu erreichen.